# West highland white teriér
West highland white teriér neboli westík je plemeno psa. Patří mezi teriéry, plemeno norníků. Pochází z West Highland ve Skotsku. Šlechtění plemene začalo v 19. století. Cílevědomou plemenitbou vzniklo čistě bílé plemeno teriéra. Plemeno je chovateli oblíbené v Severní Americe a v Evropě, nejrozšířenější je ve Spojeném království, rozšířené v Německu a Belgii. V České republice je chován běžně.
Nejbližšími příbuznými west highland white teriéra jsou cairn teriér, skotský teriér a skye teriér – formy vzniklé z původních krátkonohých teriérů ze Skotska.

## Historie plemene
Předkové dnešního west highland white teriéra byli lovečtí psi žijící na západním pobřeží Skotska a přilehlých ostrovech. Sloužili při lovu na jezevce, lišky a vydry. Nejčastěji byli zbarveni šedě, žlutavě, červeně a žíhaně. Občas se narodila bílá štěňata, která však byla z chovu vyřazována, protože byla považována za nevhodná k práci v noře.
V 19. století se chovu bílých teriérů začal věnovat plukovník Edward Donald Malcolm z Poltallochu (1837–1930). Uvádí se, že to bylo poté, když byl na lovu nešťastnou náhodou postřelen jeho oblíbený pes. Aby byli psi v terénu lépe viditelní, rozhodl se nechávat v chovu právě bílá štěňata. Nekřížil psy s jinými bíle zbarvenými teriéry, kteří tehdy žili na severu Skotska, ani s jinými teriéry. Malcolmovi poltallošští bílí psi byli velmi úspěšnou, čistokrevnou linií, která se stala základem moderního chovu. Plukovník E. D. Malcolm si nepřál (1903) uvádět souvislost mezi jménem Poltalloch a vyšlechtěným plemenem („Poltalloch Terrier“, viz též klan Malcolmů) a trval na přejmenování plemene bílých teriérů. Název plemene „West Highland White Terrier“ byl poprvé uveden v publikaci L. C. R. Camerona Otters a Otter Hunting (Vydry a lov vyder) v roce 1908. Plemeno bylo uznáno v roce 1905.

## Popis

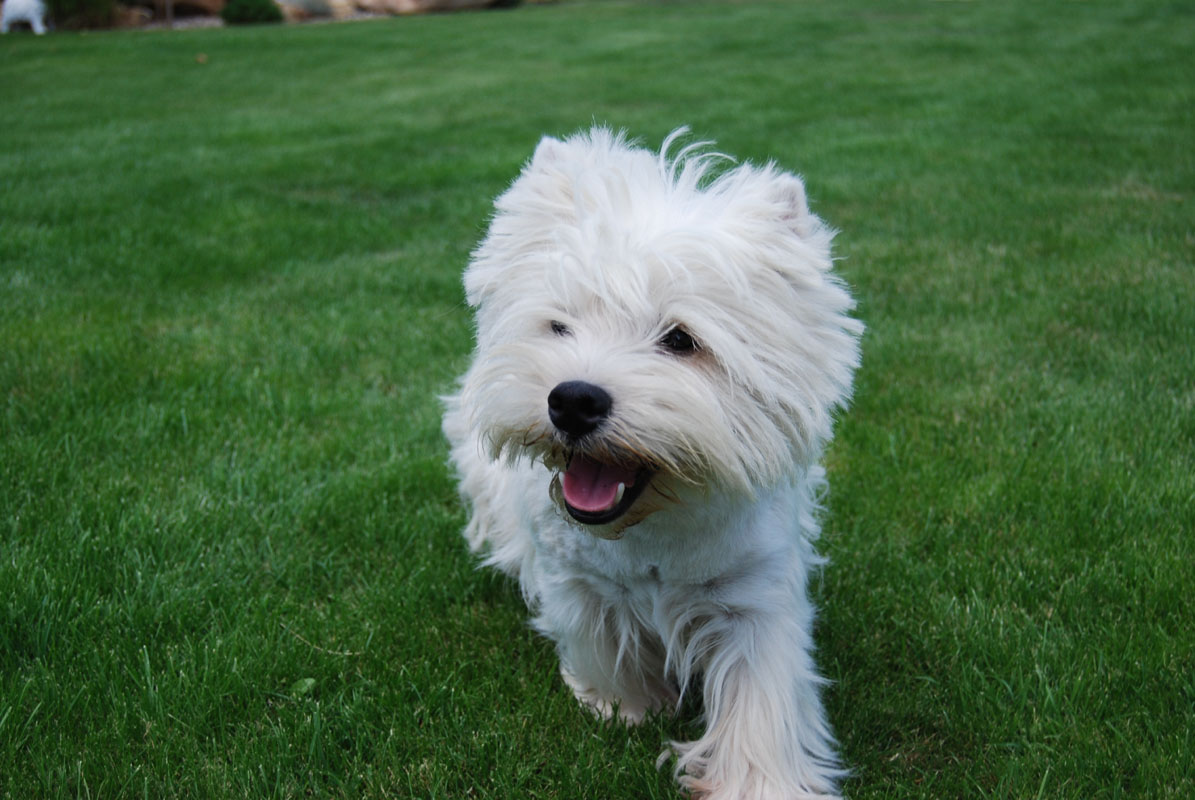
West highland white teriér

Hmotnost 7–10 kg, výška v kohoutku 28 cm. Pes silné stavby těla, s odvážným výrazem, spoustou energie a pravou tvrdohlavou teriérskou povahou. Oči jsou daleko od sebe a jsou tmavé. Hlava je osrstěna delšími chlupy, uši jsou malé a vzpřímené. Hřbet je krátký a rovný s vesele neseným ocasem, který se převážně nekupíruje. Celkový dojem: krátkonohý, dlouhosrstý, dobře stavěný a osvalený teriér. Hodí se do rodiny; k lovu se již nevyužívá. Dožívá se kolem 15 let.
Je temperamentní, rychlý, vytrvalý, bystrý, učenlivý, samostatný.

### Povaha
West highland white teriér je méně ostrý než ostatní teriéři; je přátelský, hravý, aktivní a tvrdohlavý. Učí se rád, ale trvá mu déle, než pokyn pochopí správně. Má sklon dělat si nároky na svého pána. Je dobrý hlídač, protože je ostražitý. S dětmi vychází dobře, je dovádivý a vyhledává zábavu. Sklon kousat a štípat se téměř podařilo vymýtit organizovaným chovem. Kousnout může, bude-li se cítit ohrožený. Se psy většinou vychází dobře, ať je druhý pes jakéhokoliv plemene. Velkých zvířat (krávy, koně) se bojí a většinou na ně reaguje štěkotem. Nemá sklon pronásledovat rychle se pohybující objekty. Je vhodné chovat jej ve větší smečce psů.
Při výchově, která musí začít od štěněte, potřebuje přísný přístup a důslednost.
S domácími zvířaty a kočkami by měl být seznámen již jako štěně, aby je v pozdější době neproháněl. Na zahradě hubí drobné hlodavce. Rád vyhrabává díry v zemi.

## Srst a úprava
Má dvojitou srst, která ho původně chránila před rozmary skotského počasí – krycí tvrdá srst odolávala dešti, měkká podsada udržovala teplo. Srst je náročná na pravidelnou údržbu. Protože west highland white teriér nelíná, je třeba srst nejméně jednou za dva měsíce trimovat (trimování je vytrhávání odumřelé srsti, která sama nevylíná). Trimování by měl provádět zkušený trimér. (Pokud není srsti věnována dostatečná péče, mohou se objevit alergické nemoci kůže.[zdroj?])

## Chov v Česku

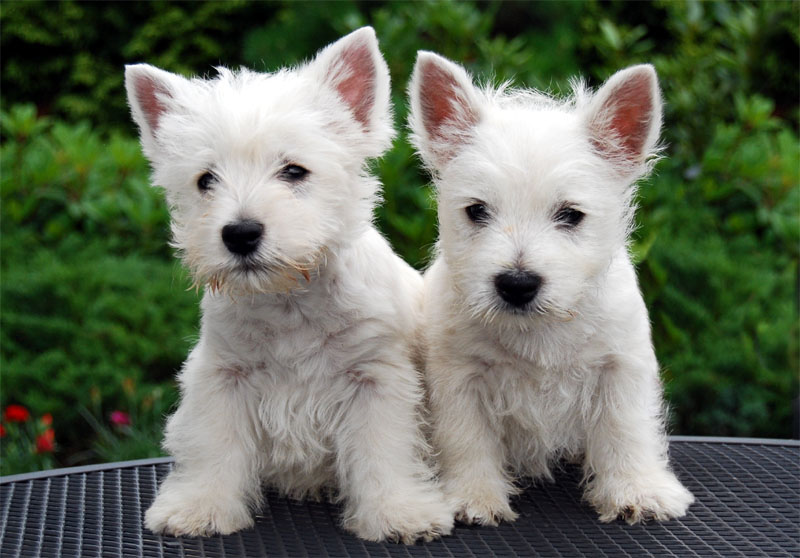
Štěňata west highland white teriéra

West highland white teriér je označován za mladé plemeno. Český (československý) chov začal již před několika desítkami let – oficiálně byl první west highland white teriér u nás zapsán v roce 1962.[zdroj?] Plemeno v Česku zakořenilo díky chovatelům, kteří importovali chovné jedince ze zahraničí a rozšiřovali chovnou základnu.

## Zajímavosti
Patrně zcela nejznámější West Highland White Terrier na světě je dnes již legendární westík sedící vedle svého černého kolegy, skotského teriéra, na etiketě lahve skotské whisky Black and White. Palírnu, která tento lahodný mok začala v 19. století produkovat, založil James Buchanan. Narodil se sice v Kanadě, ale jeho rodiče byli Skotové. Buchanan se vrátil na britské ostrovy a podnikal v Londýně. On sám navrhl v 90. letech 19. století originální, svěží, vtipné a snadno zapamatovatelné logo se dvěma teriéry ze Skotska. Byl velkým zbožňovatelem obou plemen a nejspíš tehdy ani netušil, jak je tímto svým krokem celosvětově proslaví. Míchaná whisky Black and White má velmi dlouhou tradici a byla svého času pravidelně dodávána do dolní komory britského parlamentu. Pochutnával si na ní i Roger Moore v roli agenta 007 a Marcello Mastroianni ve filmu Sladký život od slavného Federica Felliniho.